# NGC 2703
NGC 2703 je dvojna zvijezda u zviježđu Vodenoj zmiji. 

## Vanjske poveznice
- SEDS: NGC 2703